# Astley Paston Cooper
Astley Paston Cooper, född 23 augusti 1768, död 12 februari 1841, var en engelsk kirurg och anatom.
Han studerade under Henry Cline som var kirurg i London och under John Hunter. År 1789 blev han demonstratör i anatomi vid St Thomas' Hospital i London och två år senare lät Cline honom hålla några av hans föreläsningar. År 1792 åkte han till Frankrike tillsammans med sin fru för att där studera för Pierre Joseph Desault och François Chopart, men på grund av revolutionskrigen blev han snart tvungen att ge sig av. Samma år gav han sin första föreläsning i kirurgi och året därpå utsågs han till professor i anatomi vid Surgeons' Hall. År 1805 efterträdde han sin farbror William Cooper som kirurg vid Guy's Hospital, samma år var han en av grundarna till Royal Medical and Chirurgical Society of London. 
År 1813 utsågs han till professor i jämförande anatomi  vid Royal College of Surgeons och efterträdde då Everard Home. Han behöll tjänsten i två år innan han på grund av den stora arbetsbördan som det innebar att föreläsa vid St Thomas' Hospital och tjänstgöra som kirurg vid Guy's Hospital. 1821 erhöll han titeln baronett efter att ha opererat bort en talgig cysta från kung Georg IV:s huvud. År 1825 tvingade sviktande hälsa honom att sluta föreläsa vid St. Thomas, vid samma tid kontaktades han av ledningen för Guy's Hospital som föreslog att han skulle öppna upp en läkarskola där, han antog erbjudandet men närvarade där själv bara som rådgivande kirurg och gav sällan några föreläsningar. 
Cooper var en av sin tids främsta lärare och även om han inte skrev mycket så höll de skrifter han författade hög standard, i en text från tidigt 1800-tal visar han till exempel att en patient som fått båda trumhinnorna perforerade fortfarande har god hörsel, något man tidigare trodde inte var möjligt. Han har givit namn åt Coopers sjukdom, Coopers bråck, Coopers ligament, Coopers neuralgi och Coopers testikel. Cooper invaldes 1821 som utländsk ledamot nummer 235 av Kungliga Vetenskapsakademien.